# Vincenzo Nemolato
Vincenzo Nemolato est un acteur italien né le 10 septembre 1989.

## Biographie
Vincenzo Nemolato fait carrière sur les planches, dans des pièces de théâtre de Raffaele Viviani, Eduardo De Filippo, Marco D'Amore, et avec des metteurs en scène comme Toni Servillo, Marco D'Amore ou Massimiliano Civica.

## Filmographie

### Cinéma
- 2011 : La kryptonite nella borsa d'Ivan Cotroneo
- 2015 : Il racconto dei racconti de Matteo Garrone : un fils du cirque
- 2017 : Une affaire personnelle (Una questione privata) des Frères Taviani
- 2019 : Martin Eden de Pietro Marcello : Nino
- 2019 : 5 est le numéro parfait (5 è il numero perfetto) d'Igort : Mr Ics
- 2022 : L'ombra del giorno de Giuseppe Piccioni : Giovanni
- 2023 : La Chimère (La chimera) d'Alice Rohrwacher

### Télévision
- 2009 : La nuova squadra (série télévisée)
- 2016 : Gomorra (4 épisodes)
- 2021 : Carosello Carosone de Lucio Pellegrini : Gegè Di Giacomo
- 2022 : Nous voulons tous être sauvés (Tutto chiede salvezza) : Madonnina (série télévisée)
- 2024 : Supersex : Riccardo Schicchi
- 2025 : Son of the Century : Victor-Emmanuel III

## Récompenses et distinctions
- Prix Ubu 2012 : meilleur acteur de moins de trente ans